# Salah Abd as-Sabur
Salah Abd as-Sabur (arabisch صلاح عبد الصبور, DMG Ṣalāḥ ῾Abd aṣ-Ṣabūr), auch Salah Abdassabur, Salah Abd al-Sabur, Salah Abdel Sabour, Ṣalah-ad-Din Abd-as-Sabur (* 3. Mai 1931 in Zagazig; † 14. August 1981 in Kairo) war ein ägyptischer Dichter, Essayautor und Chronist der modernen ägyptischen Kulturszene, Dramatiker, Publizist und Staatsbeamter in verantwortlichen Positionen des Kultursektors.

## Leben
Salah Abd as-Sabur wurde im Nildelta als Sohn eines Schreibers geboren.
Nach ersten literarischen Bekanntschaften mit zeitgenössischen arabischen Autoren (Mustafa Lutfi al-Manfaluti, Khalil Gibran) entdeckte er als Jugendlicher Friedrich Nietzsche für sich. 1947 trat as-Sabur in Kairo das Studium der arabischen Sprache und Literatur an, bald darauf rief er mit anderen Kairoer Literaten und Studenten die »Ägyptische literarische Gesellschaft« ins Leben. Nachhaltig prägten Henrik Ibsens Dramen und T. S. Eliots Poesie as-Saburs dichterisches Selbstverständnis, so dass er sich nach ersten realistischen Gedichten (Die Leute in meinem Land, 1957) zunehmend existentialistischen und metaphysischen Themen zuwandte.
Als Stückeschreiber tat sich as-Sabur seit Mitte der 1960er Jahre mit dem Stück über den irakischen Sufi al-Halladsch, der Tragödie Der Tod des Mystikers, hervor, für die er 1966 mit dem staatlichen Förderpreis (Theater) ausgezeichnet wurde; Der Nachtreisende erschien 1969. Weitere Stücke sind Die Prinzessin wartet (1969), Layla und der Besessene (1970) sowie Nach dem Tode des Königs (1973).
Neben seinem schriftstellerischen Schaffen hatte Salah Abd as-Sabur noch diverse staatliche Tätigkeiten inne; so war er von 1976 bis 1979 ägyptischer Kulturattaché in Neu-Delhi, von 1979 an Direktor der staatlichen Buchorganisation und Staatssekretär bis zu seinem Tode am 14. September 1981 in Kairo.

## Werke (Auswahl)
- Ma`sat al-Hallağ / Der Tod des Mystikers. (مأساة الحلاج 1974); Zweisprachig: Arabisch / Deutsch. Übersetzung von Nagi Naguib, Stefan Reichmuth 1981, ISBN 3-922825-05-2.
- Der Nachtreisende. Eine schwarze Komödie. (مسافر ليل 1968). ; Übersetzt von Dietlind Schack. 1982, ISBN 3-922825-01-X.
- Angelika Neuwirth (Hrsg.): Layla wa-l-magnun / Layla und der Besessene. (arabisch/ deutsch) Übersetzt von Ibrahim Abu-Hashhash. 1991, ISBN 3-922825-01-X.